# Собеські
Собеські — магнатський рід гербу Яніна.
За версією українського літописця XVIII століття Самійла Величка, Собеські були нащадками українського (галицько-руського) боярсько-шляхетського роду Собків (однина — Собко), що «віру предківську зрадили» і разом з католицтвом прийняли нове прізвище польського зразка.
За даними польського генеалога Каспера Несецького XVIII ст., який посилався на краківського єпископа Денгоффа, прізвище походить від родового «гнізда» — села Собеська Воля поблизу Любліна.

## Представники
- Себастьян (бл.1486—1557)
  - Миколай (?—1539) — рокошанин (1537 р.[2]
  - Станіслав, дружина — Катажина Олесніцька
    - Марцін

  - Ян (1518/20—1564), дружина Катажина Ґдешинська
    - Марек — луцький староста
      - Якуб Собеський
        - Ян III Собеський
          - Якуб Людвік
            - Марія Кароліна

          - Александер Бенедикт
          - Константи Владислав

        - Марек
        - Катажина

    - Себастьян Собеський (бл. 1552—1614/1615) — хорунжий надвірний коронний, староста богуславський, росицький, молодший брат Марека,[3] війт Щирця за К. Несецьким, помилково, дружина — Цецилія, донька подільського воєводи Станіслава Лянцкоронського (?—1617)

- Констанція — перша дружина брацлавського каштеляна Яна Потоцького, мати барського конфедерата Йоахіма Кароля
- Реміґіан — мечник львівський, дружина Анна з Порадовських
  - Ян (?—1713) — чесник коронний, дружини Цецилія з Ваповських, Констанція з Коссаковських[4][5]